# كبير الخدم الملكيين
كبير الخدم الملكيين أو مدير البيت العظيم ، هو منصب في البلاط الملكي المصري ظهر في عهد الدولة الوسطى و الحديثة كأهم منصب بعد منصبي الوزير و مسؤول الخزانة ، و كانت مهمته الرئيسية تزويد القصر الملكي و ساكنيه بالطعام و الإشراف على المنشآت في القصر الملكي ، و قد ظهر لأول مرة في الأسرة 11 ، و من أوائل حاملي هذا اللقب حننو (من عهد الملك منتوحتب الثالث) و ماكت رع (في عهود الملوك منتوحتب الثاني و الثالث و أمنمحات الأول) ، و من الأسرة 12 من الشخصيات الهامة التي حملت هذا اللقب و شغلت هذا المنصب ساإزيس (وزير الملك أمنمحات الثالث) و خنوم حتب الثالث (وزير الملك سنوسرت الثالث).
و استمرت أهمية المنصب في الدولة الحديثة ، و في هذه الفترة تحول اللقب إلى كبير خدم الملك ، و من بين حاملي هذا اللقب في الدولة الوسطى سننموت (في عهد الملكة حتشبسوت) و واجيت رنبوت (أيضاً في عهد حتشبسوت).
و في العصر المتأخر كان هناك مديرين عظام للبيت مسؤولين عن بيت المتعبدة الإلهية لآمون ، و كانوا من الموظفين الأغنياء ذوي السلطة المعروفين بمقابرهم الباذخة في جبانة طيبة ، و من بينهم إبي (في عهد نيتوكريس الأولى) و حاروا (في عهد أمنريديس الأولى) ، في حين كان مدراء آخرون للبيت ما زالوا مرتبطين بالقصر الملكي مباشرة مثل بفنفدينيت (في عهد الملكين حعع إب رع و أحمس الثاني)

## قراءة موسعة
- Stephen Quirke: Titles and bureaux of Egypt 1850-1700 BC, London 2004 p. 50-51, 61 ISBN 0-9547218-0-2